# 智恵文インターチェンジ
智恵文インターチェンジ（ちえぶんインターチェンジ）は、北海道名寄市字智恵文にある名寄美深道路のインターチェンジである。
名寄IC方面のみ利用可能なハーフインターチェンジとなっている。

## 歴史
- 2006年（平成18年）11月25日：名寄バイパスの智恵文南入口 - 智恵文IC間が開通[1][2]。
- 2010年（平成22年）3月6日：智恵文IC - 美深IC間が開通し、名寄バイパスが全線供用となる[3]。
- 2013年（平成25年）3月30日：美深道路の美深IC - 美深北IC間が供用開始し、道路名称を「名寄美深道路」へ変更[4]。

## 周辺
- 天塩川

## 接続する道路
- 直接接続
  - 国道40号

## 隣
E5 名寄美深道路
智恵文南入口 - 智恵文IC - 美深IC